# Bergden
Bergden (Pinus mugo) is een soort uit het geslacht den (Pinus). De wetenschappelijke naam van de soort werd gepubliceerd door Antonio Turra in 1764.

## Determinatie
Bergden is een struikvormende conifeer die een hoogte bereikt van ± 3,5 m. De schors van de struik is grijszwart en fijn van structuur. De naalden hebben een lengte van 3 tot 8 cm. Deze zijn aan beide zijden donkergroen. Exemplaren die meer dan 1500 m boven zeeniveau groeien, vormen een waslaagje als bescherming tegen ultraviolette straling.

## Verspreiding
Het verspreidingsgebied van bergden strekt zich uit over de Alpen, Dinarische Alpen en de Karpaten, alsmede in een geïsoleerde populatie in de centrale Apennijnen. De soort kan worden aangetroffen tussen 600–2700 m hoogte.

## Toepassing
Er is onderzoek gaande (2017) of het beschermende waslaagje dat bergdennen kunnen vormen tegen ultraviolette straling ook gesynthetiseerd kan worden voor toepassing in verf en zonnebrandmiddelen.

## Fotogalerij

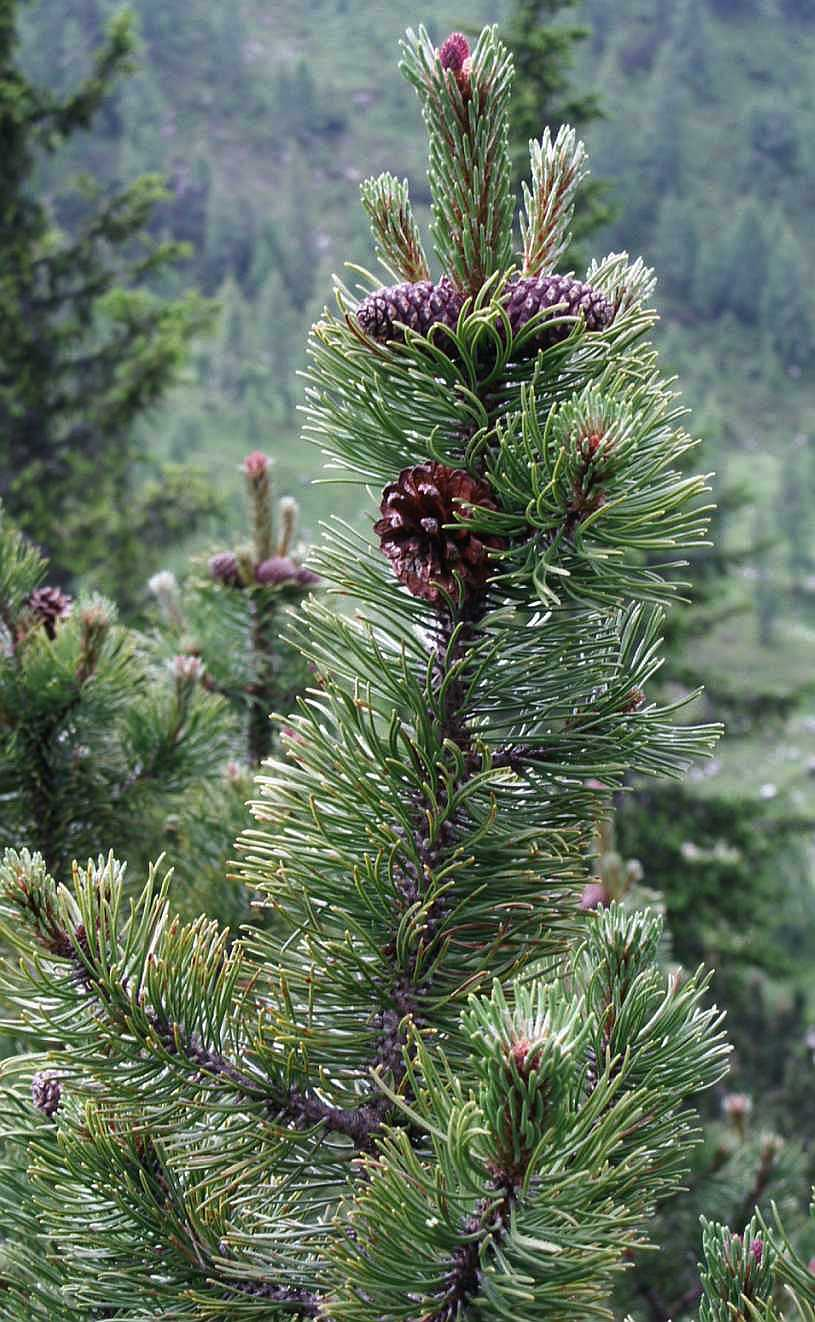
Takken met enkele kegels.
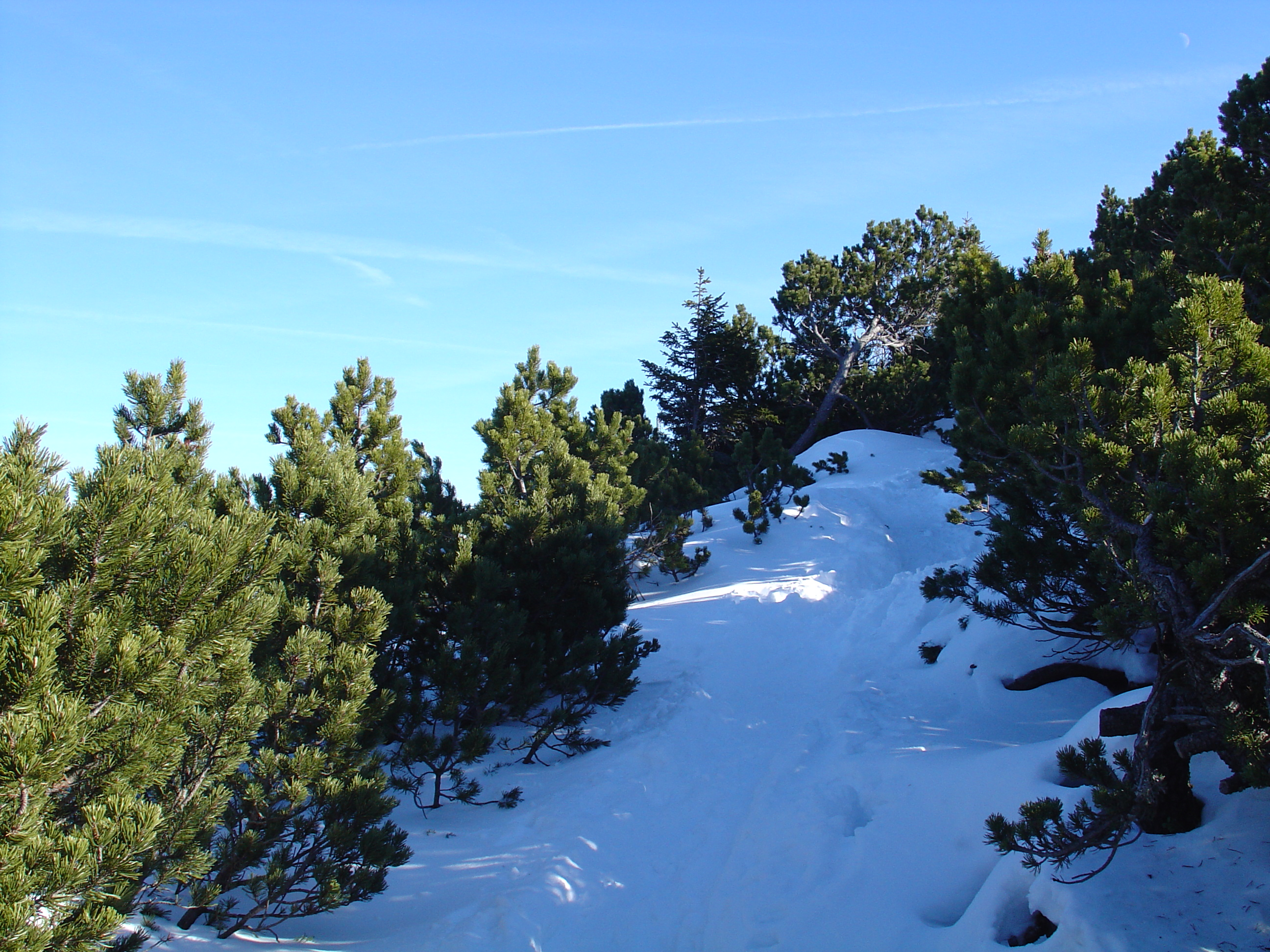
Habitus van bergden.
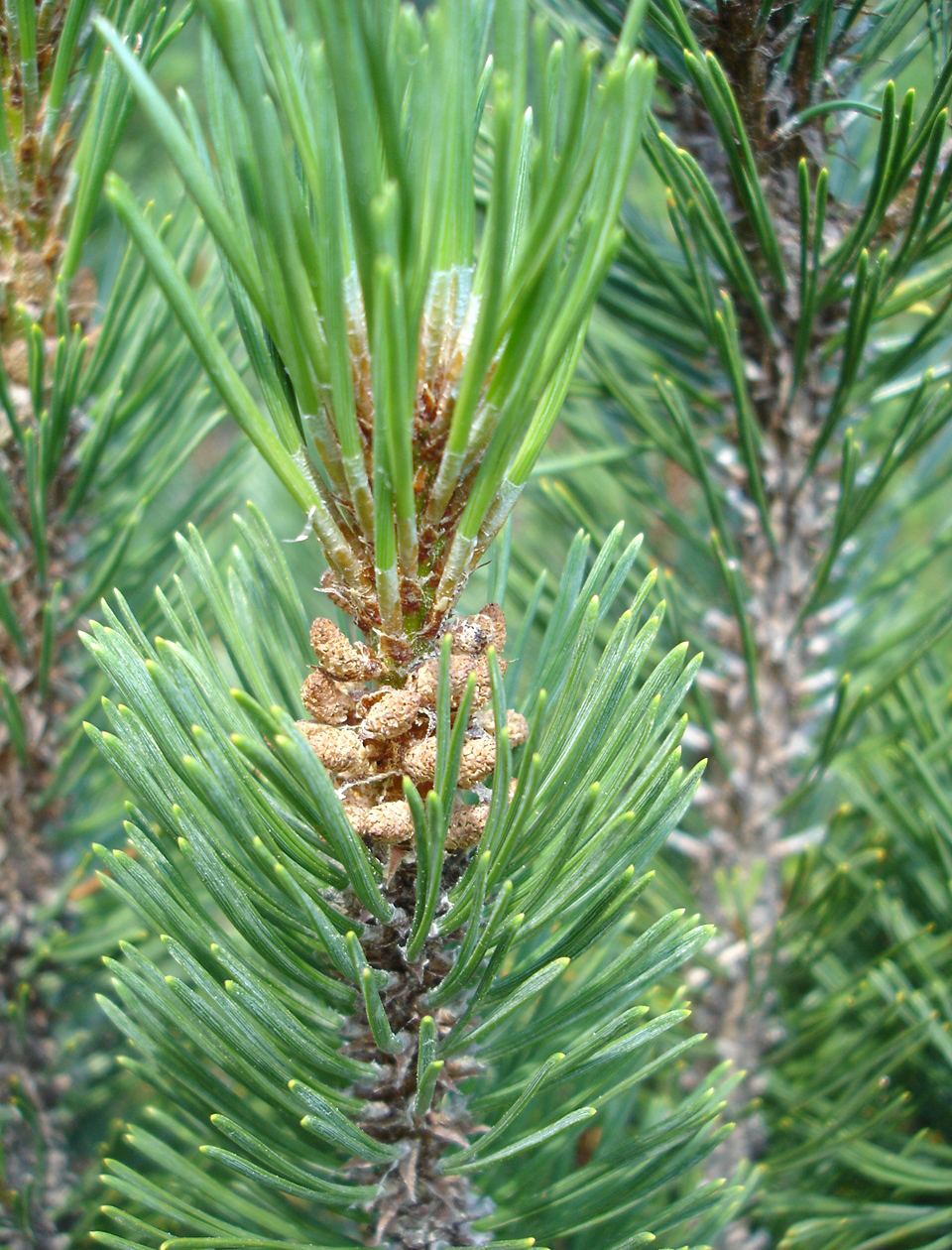
Naalden en zaden van bergden.
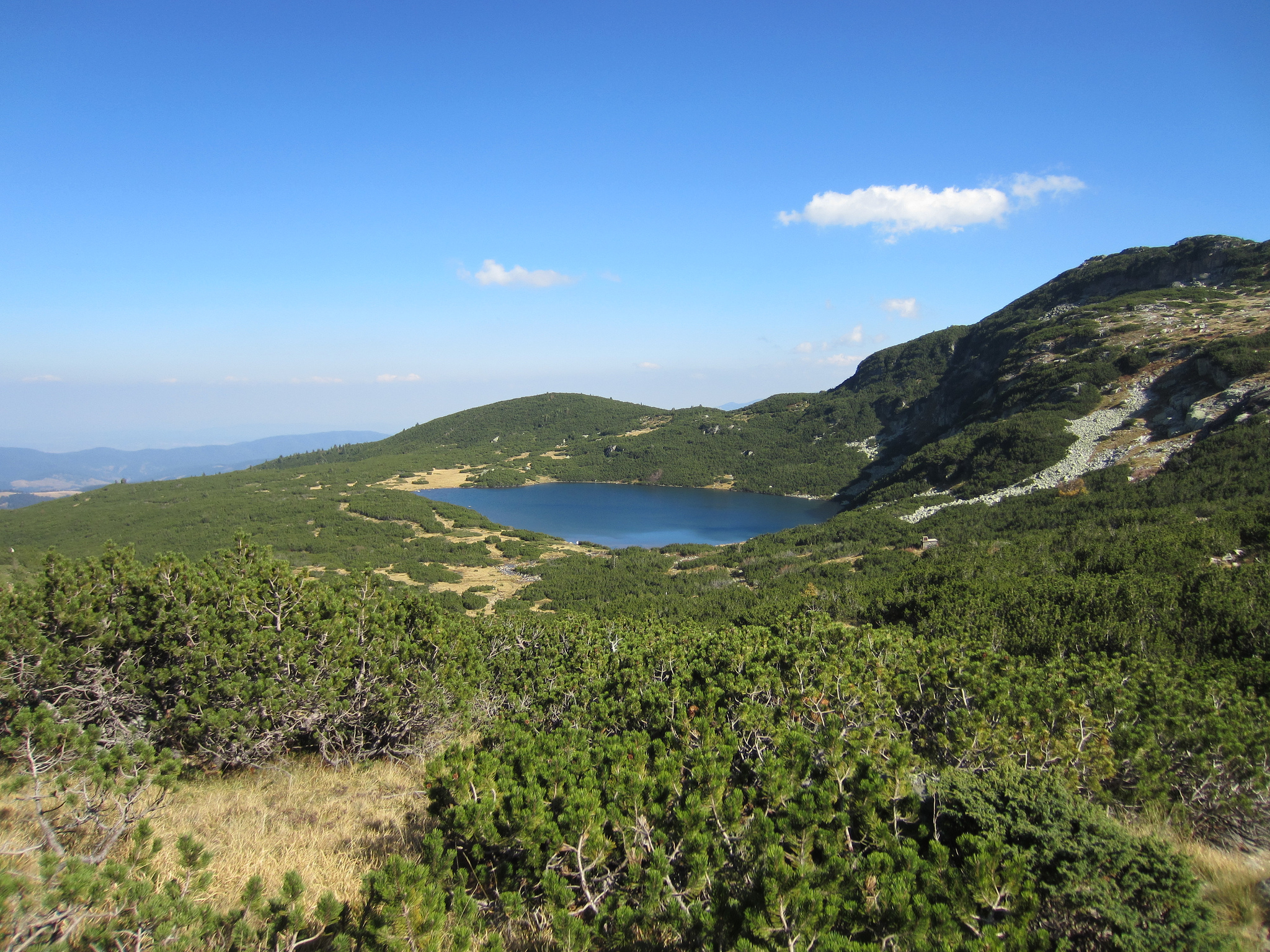
Uitgestrekt naaldstruweel gedomineerd door bergden in Bulgarije.
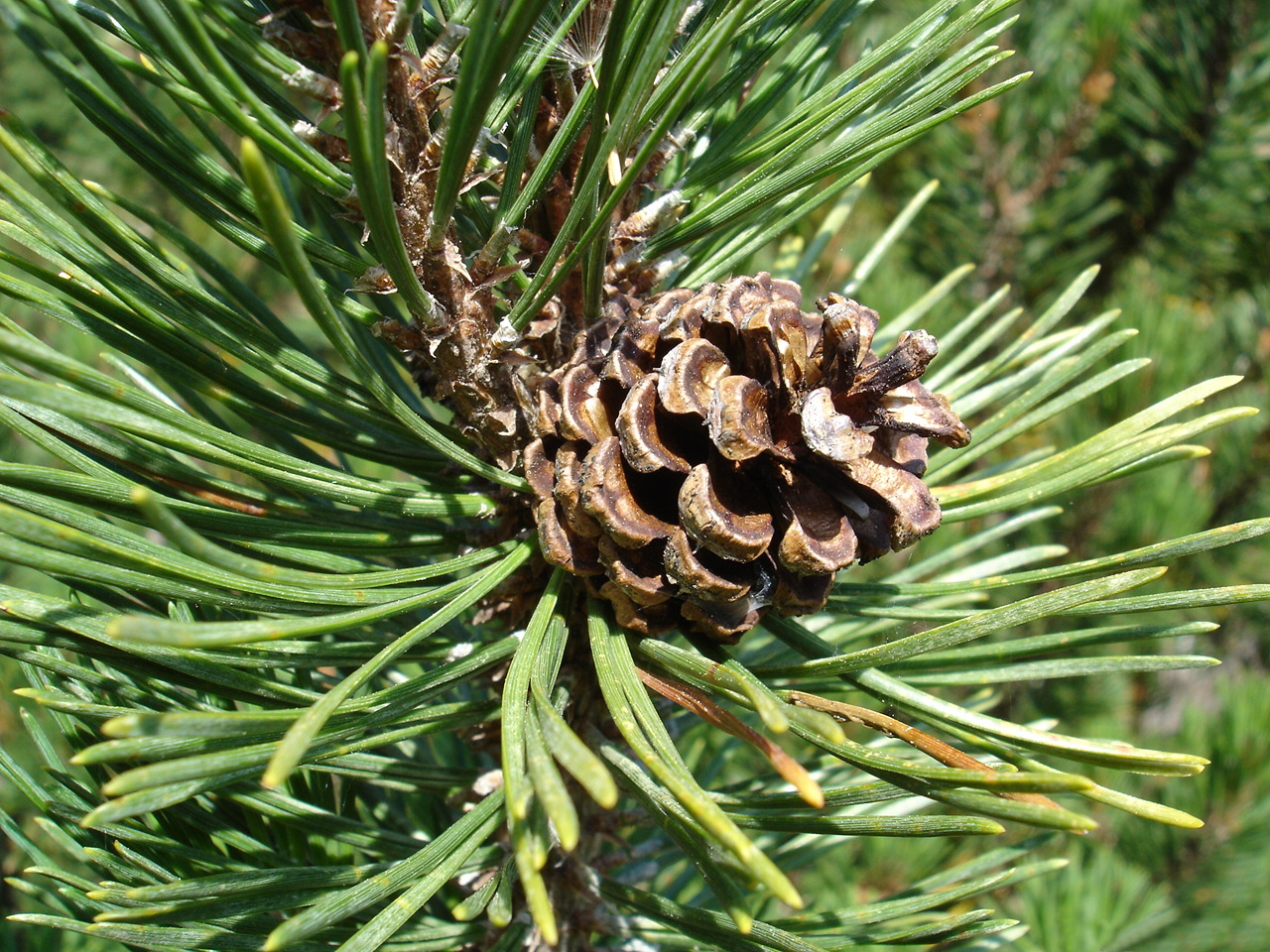
Rijpe kegel.